# Columbus Crew 2
El Columbus Crew 2 es un equipo de fútbol de Estados Unidos que juega en la MLS Next Pro, la tercera división nacional.

## Historia
Fue fundado el 6 de diciembre de 2021 en la ciudad de Columbus, Ohio como el equipo filial del Columbus Crew de la MLS, siendo uno de los equipos fundadores de la MLS Next Pro en la temporada inaugural de 2022.
El Crew 2 se consagró campeón en la primera edición de la MLS Next Pro, ganando la conferencia Este y la MLS Next Pro Cup derrotando al St. Louis City SC 2 por 4-1 en la final. El canadiense Jacen Russell-Rowe fue el goleador del equipo con 21 tantos.

## Jugadores

### Equipo 2024
- Más jugadores a préstamo desde el primer equipo, jugadores seleccionados de los Drafts y jugadores a prueba.

## Palmarés
| Competición nacional                  | Títulos | Subcampeonatos |
| ------------------------------------- | ------- | -------------- |
| MLS Next Pro Cup (1/0)                | 2022    |                |
| MLS Next Pro: Temporada Regular (1/0) | 2022    |                |
| MLS Next Pro: Conferencia Este (1/0)  | 2022    |                |